# Selma Elisabeth Graf
Selma Elisabeth Graf (* 11. Juni 1887 in Nürnberg; † 31. Dezember 1942 im KZ Auschwitz) war eine deutsche römisch-katholische Märtyrerin und Opfer des Holocaust.

## Leben
Selma Reichold wuchs als Tochter eines begüterten jüdischen Kaufmanns in Nürnberg auf. Sie besuchte die Städtische Höhere Mädchenschule und machte 1907 Abitur. Sie studierte als eine der ersten Frauen Medizin an der Universität Erlangen (auch ein Semester an der LMU in München), legte 1913 das Staatsexamen ab und wurde am 7. Juni 1913 mit der Arbeit Über die Adrenalinämie in der Schwangerschaft promoviert. Im selben Jahr heiratete sie den Bamberger Apotheker Konrad Graf, nachdem sie zuvor zum katholischen Glauben übergetreten und auf den Namen Elisabeth getauft worden war. Als Katholikin gehörte sie zur Pfarrgemeinde St. Martin.
Sie ließ sich als Frauen- und Kinderärztin in Bamberg nieder, hatte eine große Praxis und war für ihre selbstlose Arbeit unter den Armen bekannt. Als Frauenärztin stand sie im Konfliktfeld des Schwangerschaftsabbruchs, der seit 1926 nicht mehr als Verbrechen, sondern nur noch als Vergehen geahndet wurde und dessen Verbot besonders ab 1931 einem starken politischen Druck ausgesetzt war. Mit der Machtübernahme durch die Nationalsozialisten änderte sich die Praxis der Rechtsprechung zu stärkerer Unnachsichtigkeit, vor allem dann, wenn sich der Vorwurf gegen jüdische Ärzte richtete und für die Judenverfolgung instrumentalisiert werden konnte. Selma Graf wurde am 15. Juli 1938 unter dem Vorwurf der gewerbsmäßigen Abtreibung verhaftet und am 19. Juli 1939 zu sieben Jahren Zuchthaus verurteilt. Am 28. November 1939 begann ihre Haft im Zuchthaus Aichach. Anfang Dezember wurde sie in das KZ Auschwitz deportiert. Dort starb sie am 31. Dezember im Alter von 55 Jahren.

## Gedenken
Die Römisch-katholische Kirche in Deutschland hat Selma Elisabeth Graf als Märtyrerin aus der Zeit des Nationalsozialismus in das deutsche Martyrologium des 20. Jahrhunderts aufgenommen. 2007 wurde zu ihrer Erinnerung in der Franz-Ludwig-Straße 15 in Bamberg ein „Stolperstein“ verlegt.